# Traste zero
Traste zero é um traste colocado no cravelhal de um violão, guitarra, baixo, entre outros. Ele tem uma das funções da pestana: apoiar as cordas na distância correta sobre os outros trastes ao longo do braço do instrumento. Uma outra pestana ainda é necessária para estabelecer o espaçamento correto entre as cordas.

## Função
O traste zero é posicionado no local normalmente ocupado pela pestana. Num instrumento com traste zero, a pestana encontra-se além deste e serve somente para dar o espaçamento às cordas. As cordas repousam sobre o traste zero, que é mais alto que os outros trastes. Isto dá a clareza necessária às cordas ao longo do braço

## Objetivo
Num instrumento com traste zero, o som de uma corda aberta (não pressionada em nenhum traste) é mais próximo do som de uma corda pressionada, comparando-se com um instrumento sem traste zero. Além disso, tem-se a vantagem de poder ajustar o espaçamento das cordas (modificando ou até trocando a pestana) de forma independente do ajuste de altura, que é feito apenas pelo traste zero. Dessa forma, cada parâmetro (espaçamento e altura) fica a cargo de uma peça específica para isso.
O traste zero é comumente (mas não exclusivamente) associado a instrumentos baratos, uma vez que o custo do trabalho envolvido em fazer uma pestana com encaixes corretos para as cordas é muito maior que o de colocar um traste zero. Fabricantes que freqüentemente utilizam ou já utilizaram traste zero em seus instrumentos são a Gretsch e a Höfner.
A Steinberger utiliza traste zero em suas guitarras "sem cabeça". Devido à forma com a qual as cordas são amarradas junto onde deveriam estar as cravelhas, não há necessidade de guias de espaçamento para as cordas, ou seja, não há necessidade de pestana. O uso do traste zero, além de ser mais simples, permite a troca de calibres das cordas sem a preocupação da largura do encaixe das mesmas em uma pestana.